# 해론
해론(奚論, ?~618년)은 신라의 장수이다.

## 생애
해론은 모량(牟梁) 출신으로, 가잠성(椵岑城) 현령 찬덕(讚德)의 아들이다. 611년 10월 백제가 대군을 이끌고 가잠성을 공격하여 100일이 넘게 공방이 벌어졌다. 이에 진평왕은 상주(上州), 하주(下州), 신주(新州)의 군사를 파견해 구원하였으나 이기지 못했다.
해가 넘어 612년 정월, 가잠성의 양식은 떨어져 성이 함락되기 직전에 이르자, 찬덕은 느티나무에 부딪혀 자살하고, 군사는 모두 항복하였다.
이후 해론은 아버지의 공으로 인해 대나마의 관직에 올랐다. 618년 해론은 북한산주의 도독 변품(邊品)과 함께 가잠성을 되찾았다. 이에 백제가 구원병을 파견하였다.
전투가 진행되는 동안 해론은 "예전에 내 아버지가 여기서 돌아가셨다. 지금 내가 여기서 백제와 싸우니 오늘이 내가 죽을 날이다."라며 적진에 뛰어들어 전사하였다.
해론이 죽은 뒤, 진평왕은 눈물을 흘리고 그 가족들을 후하게 보살펴 주었다.

## 가족
- 아버지 : 찬덕 (讚德)

## 참고 자료
- 삼국사기 해론 열전